# Азей (Азейское сельское поселение)
Азей — село в Тулунском районе Иркутской области России. Административный центр Азейского сельского поселения. Находится примерно в 17 км к юго-востоку от районного центра — города Тулун.
Ближайшие населённые пункты: Гадалей, Бадар, Перфилово, Ермаки.

## Топонимика
Название, предположительно, связано с якутским аһыы — кислый, горький, терпкий, крепкий.

## История
В 1927 год деревня Листвянка входила в состав Нюринского сельского Совета. В 1969 году здесь была построена железнодорожная станция Азей, а позже деревня Листвянка была переименована в станцию Азей. 1987 году был образован Азейский сельский Совет. В ноябре 1998 года населённый пункт станция Азей был переименован в село Азей.

## Станция
Станция Азей относится к Иркутскому отделению Восточно-Сибирской железной дороги. Также есть пункт технического обслуживания (Эксплуатационное вагонное депо).

## Связь
В селе осуществляется эфирное вещание пяти аналоговых каналов (ФГУП «РТРС»). Имеется один пункт коллективного доступа в сеть интернет. Село покрыто мобильными сетями «GSM» трёх операторов связи:
- ЗАО «Байкалвестком», теперь сотовый оператор Tele2
- ОАО «МегаФон»
- ОАО «МТС»

Таксофоны отсутствуют. Одно отделение связи.

## Население
По данным Всероссийской переписи, в 2010 году в селе проживало 677 человек (314 мужчин и 363 женщины).
| 2002 | 2010 | 2011 | 2012 |
| ---- | ---- | ---- | ---- |
| 114  | ↗677 | ↘675 | ↘666 |

## Известные жители
Дрозд Алевтина Ивановна — советская писательница, детская поэтесса.